# 布氏軟鼬魚
布氏軟鼬魚（学名：Lamprogrammus brunswigi），又名布氏軟鼬鳚、鼬魚，为鼬魚科軟鼬鳚屬下的一个种。